# Tretjärnarna (Offerdals socken, Jämtland, 706377-138670)
Tretjärnarna är en sjö i Krokoms kommun i Jämtland och ingår i Indalsälvens huvudavrinningsområde.